# Nieuport-Delage NiD-72
Il Nieuport-Delage NiD-72 fu un aereo da caccia monomotore sesquiplano sviluppato dall'azienda aeronautica francese Nieuport-Astra nei tardi anni venti e costruito in piccola serie per l'esportazione.

## Storia del progetto
Nel tentativo di modernizzare la formula adottata dal precedente NiD-52, l'ufficio tecnico della Nieuport-Delage sviluppò un nuovo velivolo di costruzione interamente metallica, riprendendo la formula del NiD-48 sviluppato per il programma “Jockey” che fu designato NiD-72C 1. Il prototipo andò in volo per la prima volta il 23 gennaio 1928, e si distingueva dal modello NiD-52 per il rivestimento alare in duralluminio, ridotta superficie dell'ala superiore e della fusoliera, il posizionamento dei radiatori di raffreddamento in una apposita carenatura sotto l'ala inferiore invece che sul carrello d'atterraggio. Tali modifiche consentirono al nuovo aereo di pesare a pieno carico ben 200 kg in meno del precedente NiD-52.

## Descrizione tecnica
Per la propulsione furono considerati due tipi di motore, Hispano-Suiza 12Hb a 12 cilindri a V raffreddati a liquido erogante 500 CV per la configurazione leggera, e il più potente Hispano-Suiza 12Lb erogante 660 CV per la configurazione da alta quota.
L'armamento iniziale si basava su due mitragliatrici Vickers calibro 7,7 nn posizionate in fusoliera, che fu successivamente aumentato con l'installazione di una seconda coppia di mitragliatrici Darne da 7,5 mm posizionata sull'ala superiore.

## Impiego operativo
Nonostante la costruzione di due prototipi, l'aereo non suscitò l'interesse dell'Aéronautique Militaire francese, ma ricevette alcuni ordini dall'estero.

### Belgio
L'Aeronautique Militaire belge ordinò tre NiD-72 (matricole P-1/P-3), il primo dei quali fu consegnato nell'ottobre 1929, stabilendo il record di trasferimento sulla rotta Parigi-Bruxelles coperta in 1 h e 5 minuti. Gli aerei entrarono in servizio presso la 1ère escadrille, del 1er Groupe, del 2ème Régiment d'Aéronautique dipinti in argento e con le carenature ed il cofano del propulsore in alluminio. Questi velivoli, che differivano dal prototipo per l'adozione dell'alettone su tutto il bordo d'uscita alare (come sul NiD-622), furono usati per scopi sperimentali e radiati in data sconosciuta.

### Brasile
Nel 1931 la Força Aérea Brasileira ricevette 4 caccia NiD-72, con la carlinga, il tronco centrale dell'ala superiore e l'impennaggio di coda dipinti in argento, le ali in blu ed il cofano motore in alluminio. Nel luglio del 1932 le forze di opposizione si sollevarono in rivolta contro il governo del legittimo presidente Getúlio Vargas. A quel tempo dei quattro caccia originariamente ricevuti ne rimanevano in condizioni di volo solo due esemplari, di base presso l'aeroporto dos Campos Afonos. Il 21 agosto il capitano Costa Oliveira rubò un caccia NiD-72 per consegnarlo ai ribelli. Per intercettare il fuggitivo venne immediatamente ordinato di inviare il secondo NiD-72, ma a causa di un guasto meccanico non si poté avviare il motore. Durante gli 86 giorni di conflitto armato i caccia di entrambe le parti effettuarono parecchie sortite, ma non si scontrarono mai in combattimento.

## Paesi utilizzatori
Belgio
- Aeronautique Militaire belge

 Brasile
- Força Aérea Brasileira

### Periodici
- (EN) Jackson Flores Jr., The Brazilian Air War, in Air Entusiast, n. 35, Bromley,  pp. 64-73, ISSN 0143-5450 (WC · ACNP).